# Штаненко Станіслав Миколайович
Станіслав Миколайович Штаненко (нар. 5 лютого 1996) — український футболіст, захисник.

## Клубна кар'єра
Вихованець львівського ЛДУФК, у футболці якого виступав у ДЮФЛУ з 2009 по 2013 році. Після чого Сергія перевели до «Карпат U-19». У своєму дебютному сезоні в львівському клубі провів 21 матч в юніорському чемпіонаті України та відзначився 1 голом. Починаючи з сезону 2014/15 років грав переважно за молодіжну команду «Карпат». У жовтні 2015 року відправився на перегляд у хожувський «Рух», але перехід не відбувся. Зіграти за першу команду «левів» молодому захиснику так і не вдалося. У січні 2016 року відправився на перегляд до п'ятої команди словенського чемпіонату, за підсумками якого уклав з клубом договір. У футболці нового клубу дебютував 19 березня 2016 року в переможному (1:0) виїзному поєдинку 26-го туру Першої ліги Словенії проти «Кршко». Штаненко вийшов на поле в стартовому складі та провів увесь матч. Зіграв на звичній для себе позиції лівого захисника, став другим в команді за відсотком точних передач та перший за їх кількістю. Але гру не загострював, окрім цього програв половину єдиноборств. З березня по квітень 2016 року провів 4 матчі у чемпіонаті Словенії.
У серпні 2016 року перейшов до «Зірки». У складі кропивницького клубу грав лише за молодіжну команду, в якій зіграв 7 матчів. Усезоні 2017/18 років грав за нижчоліговий польський клуб «Унія» (Тужа-Шльонська), у футболці якого провів 7 поєдинків. 10 квітня 2018 року підписав контракт зі «Скалою». Дебютував у футболці стрийського клубу 16 квітня 2018 року в програному (1:2) виїзному поєдинку 22-го туру групи А Другої ліги проти волочиського «Агробізнесу». Станіслав вийшов на поле в стартовому складі та відіграв увесь матч. З квітня по травень 2018 року зіграв за «Скалу» 6 матчів у Другій лізі України. 
Наприкінці вересня 2018 року перейшов у «Поділля». Дебютував у футболці хмельницького клубу 22 вересня 2018 року в програному (0:1) домашнього поєдинку 10-го туру групи А Другої ліги проти рівненського «Вереса». Штаненко вийшов на поле в стартовому складі, а на 74-й хвилині його замінив Володимир Гладкий. З вересня по листопад 2018 років провів за «Поділля» 7 матчів у Другій лізі України. У 2019 році виступав за аматорський колектив «Случ» (Старокостянтинів). З серпня 2019 по кінець серпня 2020 року грав за інший аматорський клуб, «Нива» (Теребовля). На початку жовтня 2020 року перейшов до «Унії» (Тужа-Шльонська).

## Кар'єра в збірній
Викликався до складу юнацьких збірних України (U-16), (U-17) та (U-18).
Дебютував у футболці юнацької збірної України (U-16) 11 жовтня 2011 року в переможному (2:1) поєдинку товариського поєдинку проти юнацької збірної Німеччини (U-16). Станіслав вийшов на поле в стартовому складі та відіграв 74 хвилини. Зіграв 6 матчів у футболці команди U-16.
У футболці юнацької збірної України (U-17) дебютував 30 жовтня 2012 року в переможному (3:1) виїзному поєдинку кваліфікації чемпіонату Європи проти однолітків з Грузії. Штаненко вийшов на поле в стартовому складі та відіграв увесь матч. У складі команди U-17 зіграв 2 матчі в кваліфікації чемпіонату Європи та 5 товариських поєдинків.
На початку січня 2014 року отримав виклик до юнацької збірної України (U-18) для участі в Меморіалі Гранаткіна. Дебютував за команду U-18 у вище вказаному турнірі 4 січня 2014 року в програному (0:1) поєдинку проти однолітків з Туреччини. Станіслав вийшов на поле в стартовому складі та відіграв увесь матч. У складі юнацької збірної України U-18 зіграв 5 матчів.